# Сід Флейшман
Сід Флейшман (Sid Fleischman, офіційно Альберт Сідні Флейшман, Albert Sidney Fleischman, нар. як Арон Залмон Флейшман, 16 березня 1920, Бруклін, Нью-Йорк — 17 березня 2010, Санта-Моніка, Каліфорнія) — американський фантаст і дитячий письменник українського походження, нагороджений медаллю Джона Ньюбери, як і його син, поет Пол Флейшман.

## Біографія
Сід Флейшман народився у Бруклині, Нью-Йорк, у сім'ї емігрантів з Львівської області, 16 березня 1920 року. До того як стати письменником, був професійним ілюзіоністом. Під час Другої світової війни служив на есмінці USS Albert T. Harris (DE-447), а також працював репортером у газеті San Diego Daily Journal.
Після війни, у 1949 році закінчив Університет штату Каліфорнія в Сан-Дієго.
Його найвідоміша книга — «Хлопчик для биття» (Whipping Boy), за яку 1987 р. він був нагороджений престижною літературною премією у області дитячої літератури — медалі Ньюбері.
Читачам у колишньому СРСР, у тому числі українським, Флейшман відомий як автор фантастико-гумористичної книги «Чудесна ферма Макбрума» (перша публікація російською мовою — у журналі «Вокруг света» за 1975 рік у перекладі Зінаїди Бобирь, українською — 1980 р., видавництво «Веселка», переклад Анатолія Муляра — до книжки увійшло лише 4 оповідання; пізніше видання — «Чарівна ферма пана Мак-Брума», 2012, «Грані-Т», переклад Микити Ярового, керівник проекту Леся Пархоменко).
Його остання книга (The Story of the Great Houdini) була присвячена великому фокуснику Гаррі Гудіні.
Помер Сід Флейшман від раку у власному домі у місті Санта-Моніка (поблизу Лос-Анджелесу), Каліфорнія наступного дня після свого 90-річного ювілею.
У нього залишилося троє дітей (син і дві дочки) і четверо онуків.